# George Cumberland
George Cumberland (1754 – 1848) est un collectionneur d'art, écrivain et poète anglais. Il est ami et supporteur de William Blake, et comme lui, est graveur expérimental. Il est également aquarelliste amateur et l'un des premiers membres de l'École de Bristol. Il profite de son large cercle de connaissances pour aider les autres membres de l'école. Il aide et influence notamment Edward Bird et Francis Danby.

## Biographie

### Jeunesse et formation
Cumberland, dont le père s'appelle aussi George, naît à Londres en 1754. De 1769 à 1785, il est commis d'assurance à la compagnie Royal Exchange Assurance Corporation (en). En 1772, il fréquente également les Royal Academy School et il y expose en 1782 et 1783, mais ne réussit pas à être élu associé en 1784. Il répand une image négative de l'Académie et l'attaque dans divers essais.
Cumberland rejoint avec John Flaxman et Thomas Stothard le cercle social de William Blake qui est étudiant à la Royal Academy Schools depuis 1779. Ce cercle comprend également le graveur William Sharp. Le jeune Cumberland soutient des opinions radicales et il rejoint la Society for Constitutional Information avec Stothard et Sharp. Devenant un ami du chef de l'association, John Horne Tooke, il attire l'attention des espions gouvernementaux. Cependant, Cumberland réagit avec horreur quand il est témoin des émeutes de Gordon de 1780.
Cumberland est ami et partisan pendant toute sa vie de Blake. Dès 1780, une contribution de Cumberland au Morning Chronicle fait l'éloge de la première exposition de Blake à l'Académie, l'aquarelle The Death of Earl Goodwin. Cumberland cherche souvent à fournir des clients à Blake. En 1798, il tente de persuader Tooke d'utiliser Blake comme graveur pour une nouvelle édition de son livre Diversions of Purleigh.
Cumberland partage un intérêt pour la gravure avec Blake. En 1784, ils expérimentent tous deux de nouvelles méthodes d'impression de textes gravés. Cette année-là, Cumberland publie un compte rendu de son « nouveau mode de l'impression », bien que cela ne semble pas être qu'une proposition pratique commerciale. En imprimant ses propres œuvres, Cumberland s'appuie sur les conseils techniques de Blake avec le cuivre et la lithographie,,.

### Voyages en Italie
En 1784, Cumberland reçoit un héritage qui lui procure un revenu annuel de 300 £, et qui lui permette de quitter son emploi. De 1785 à 1790, il voyage en Europe, vivant principalement à Rome. Il visite également Paris et Florence, et il va la Suisse en 1786 avec Charles Long, 1er baron Farnborough. En 1787, il se marie en secret avec Mme Elizabeth Cooper née Price et la ramène en Italie.
À Rome, il rejoint un cercle d'artistes qui comprend John Deare, Robert Fagan, Charles Grignion le Jeune et Samuel Woodforde. Cumberland étudie les œuvres de Raphaël, des graveurs Marcantonio Raimondi et Giulio Bonasone et constitue une collection d'estampes et d'objets. Il crée en particulier une importante collection de gravures de Bonasone.

### Publications

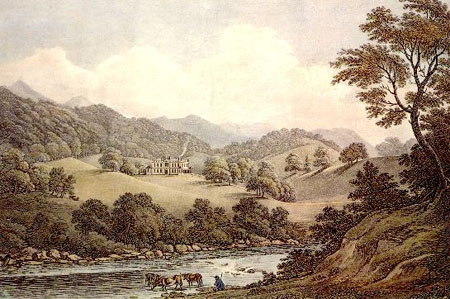
Les bois de Hafod (1795) de John Warwick Smith

Après son retour d'Italie en 1790, il vit près de Southampton, où il continue de constituer sa collection d'art. Il vit à Egham, Surrey de 1793 à 1798. En 1793, il publie Poem on the Landscapes of Great Britain  et le poème illustré de Lewina, the Maid of Snowdon. À la même année, il publie Some Anecdotes of the Life of Julio Bonasoni, préfacé par A Plan for the Improvement of the Arts in England, qui contient une proposition pour la formation d'une galerie nationale. Ses études italiennes portent leurs fruits en 1796 lorsqu'il publie les Pensées sur le contour, un ensemble de principes théoriques sur l'art classique, illustré de 24 dessins de Cumberland aux mêmes sujets classiques. Cumberland grave seize des dessins et il charge Blake de graver les 8 autres, avec Blake fournissant les inscriptions à chacun des 24 dessins. Blake fournit également à Cumberland des conseils dans le processus de gravure.
Thomas Johnes (en), un des amis de Cumberland, devient traducteur des chroniques françaises médiévales sous l'influence de Cumberland. En 1796, Cumberland publie An Attempt to Describe Hafod, un guide de la succession de Johnes à Hafod (en) au Pays de Galles. Cumberland charge Blake de graver une carte pour accompagner le guide.
En 1798, Cumberland publie un roman utopique, La Captive du château de Sennaar. Son utopie s'appelle Sophis, et elle se situe en Afrique. Il lui donne des vertus grecques classiques mais sans guerre, esclavage ou inégalité de sexe. Craignant que son radicalisme ne contrarie les autorités, Cumberland retire le roman, mais pas avant d'avoir envoyé une copie à une autre de ses connaissances, Isaac D'Israeli.

### Participation à l'École de Bristol
En 1803, Cumberland déménage à Weston-super-Mare dans le Somerset, puis en 1807 à Bristol où il vit jusqu'à sa mort. Il devient l'un des premiers membres du groupe d'artistes plus tard connu sous le nom d'École de Bristol. Cumberland est également l'un des premiers à participer aux excursions organisées afin de dessiner le paysage autour de Bristol. Eliza, sa fille et probablement George Cumberland Jr. son fils se joignent aussi parfois à ces excursions. Son ami Stothard y participe occasionnellement.
Cumberland croit que la peinture doit provenir directement de la nature; il produit de petites études de paysage en évitant le pittoresque. Ses aquarelles sont similaires dans le style à celles de son ami John Linnell (en). George, fils de Cumberland, est l'élève de Linnell qu'il présente à Blake en 1818.
Cumberland devient un ami proche d'Edward Bird et le parrain du fils de ce dernier. Il n'a pas les ressources pour être le mécène de Bird, mais il lui prête des objets de sa collection d'art pour étudier. En 1814, lorsque Bird demande de l'aide pour obtenir une commission royale, Cumberland le présente à Charles Long, qui s'arrange ensuite avec le prince régent pour Bird pour mener des études de portraits royaux au bord du yacht royal. À la mort de Bird en 1819, Cumberland demande avec succès de la Royal Academy de fournir une pension à la veuve de Bird.
Cumberland aide de nombreux artistes de Bristol par le biais de recommandations et de présentations à ses amis influents. En 1820, quand Francis Danby expose The Upas Tree of Java à la British Institution, Cumberland exerce son influence pour promouvoir son accueil favorable. En 1822, alors que Danby, Branwhite et Johnson sont sur le point de visiter Londres, Cumberland s'assure que Thomas Lawrence, Thomas Stothard et d'autres soient alertés aussi.
Cumberland suggère souvent des sujets à peindre à Danby selon leur correspondances. On estime que l'influence de Blake peut également être transmise à Danby. Le deuxième tableau exposé de Danby est Amour déçu, présenté à la Royal Academy en 1821. Son sujet rappelle les Songs of Innocence and of Experience de Blake, tandis que la figure néoclassique d'une fille jeune de l'œuvre évoque les Pensées sur les contours de Cumberland. Une aquarelle plus tardive, A Scene from "A Midsummer Night's Dream" (1832) rappelle beaucoup les illustrations de Blake pour Le livre de Thel (en).
Cumberland reçoit de Blake l'un des seize premiers exemplaires du Le livre de Thel et l'un des premiers de Pour les enfants : Les portes du paradis, dont seuls cinq sont conservés aujourd'hui. Il possède également des exemplaires de America a Prophecy (en), Europe a Prophecy, The Song of Los (en), Visions of the Daughters of Albion (en) et Songs of Innocence and of Experience.

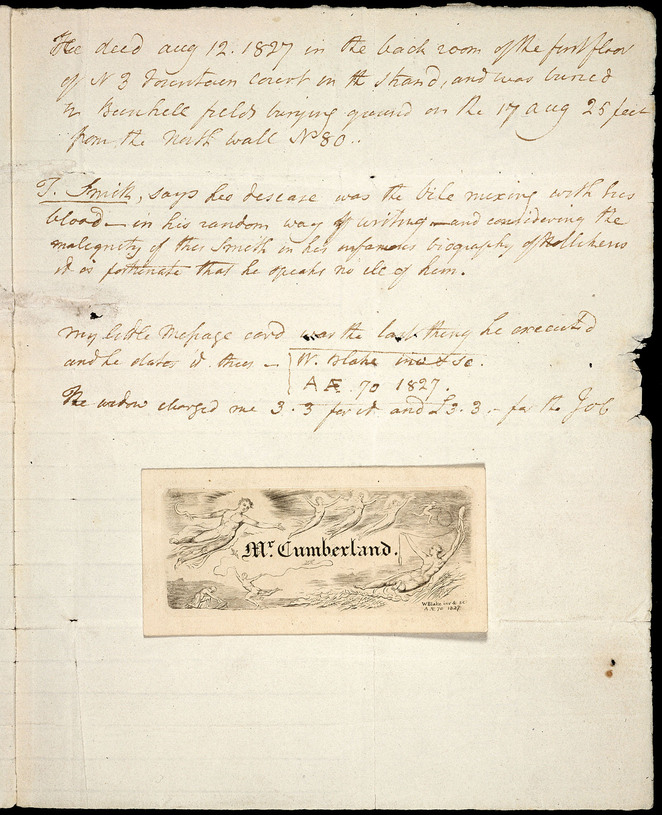
Note de Cumberland enregistrant la mort de Blake en août 1827. Sa carte de visite faite par Blake est jointe.

### Dernières années
Cumberland est également un collectionneur de fossiles et il est membre honoraire de la Geological Society à partir de 1810. En 1826, il publie Reliquiae conservatae, une étude de quelques encrinites fossiles.
En 1827, il publie l'Essai sur l'utilité de la collecte des meilleures œuvres des graveurs anciens de l'école italienne, qui répertorie sa collection d'estampes. Il présente ses collections à la Royal Academy et au British Museum.
Blake meurt en 1827. La dernière gravure réalisée par Blake est une carte de visite pour Cumberland. Il a envoyé la plaque à Blake pour qu'il la décore. Blake entoure le nom de Cumberland avec des personnages destinés à représenter les saisons, mais également des enfants qui jouent avec des cerceaux et des cerfs-volants.
L'épouse de Cumberland, Elizabeth, décède le 2 février 1837. Il meurt le 8 août 1848 à Bristol ; ils sont tous deux enterrés à l'Église Saint-Georges, à Brandon Hill. Ils ont deux fils, George et Sydney et trois filles, Lavinia, Aurora et Eliza.

## Galerie

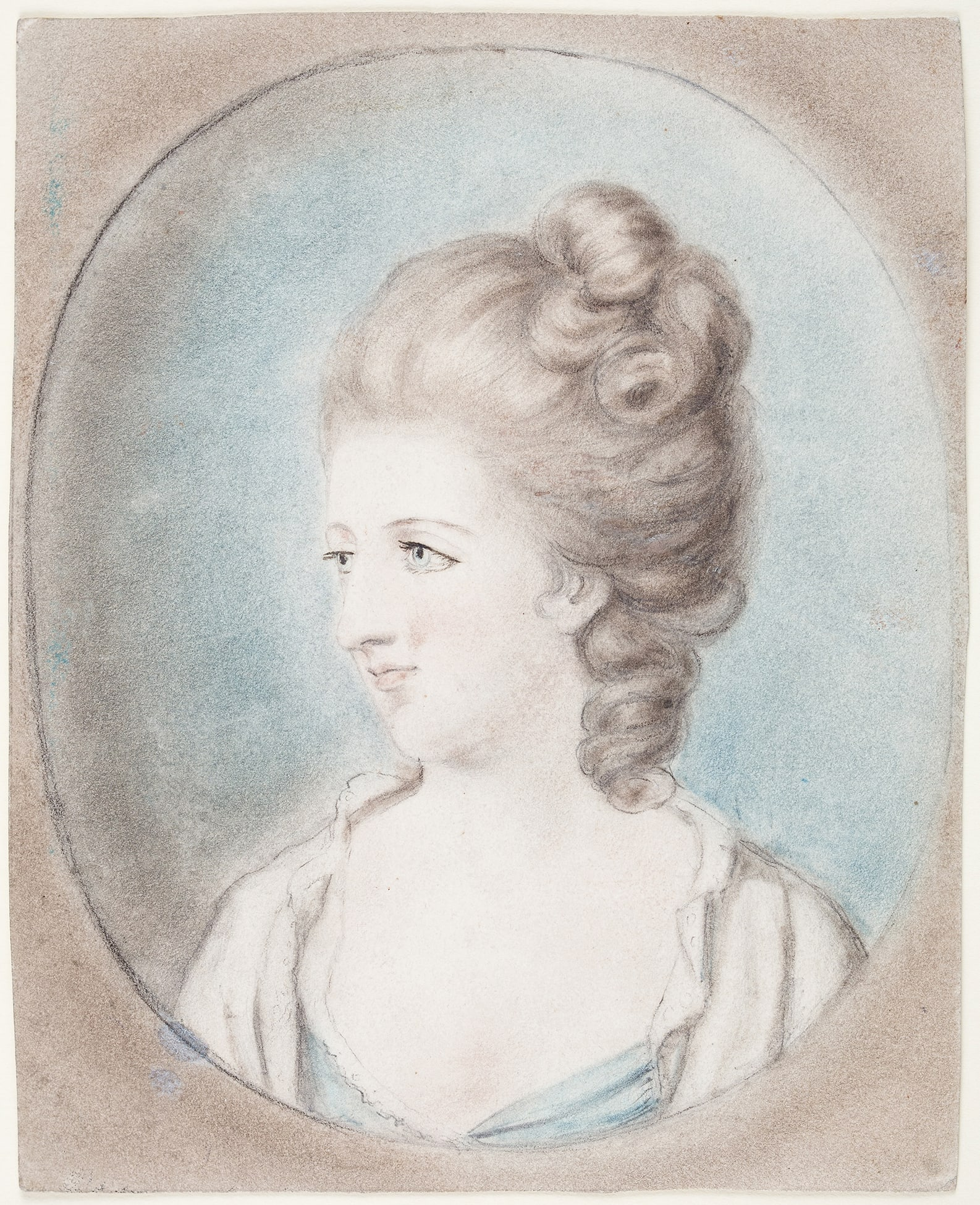
Mrs. Leslie Forte, avant 1848, aquarelle.
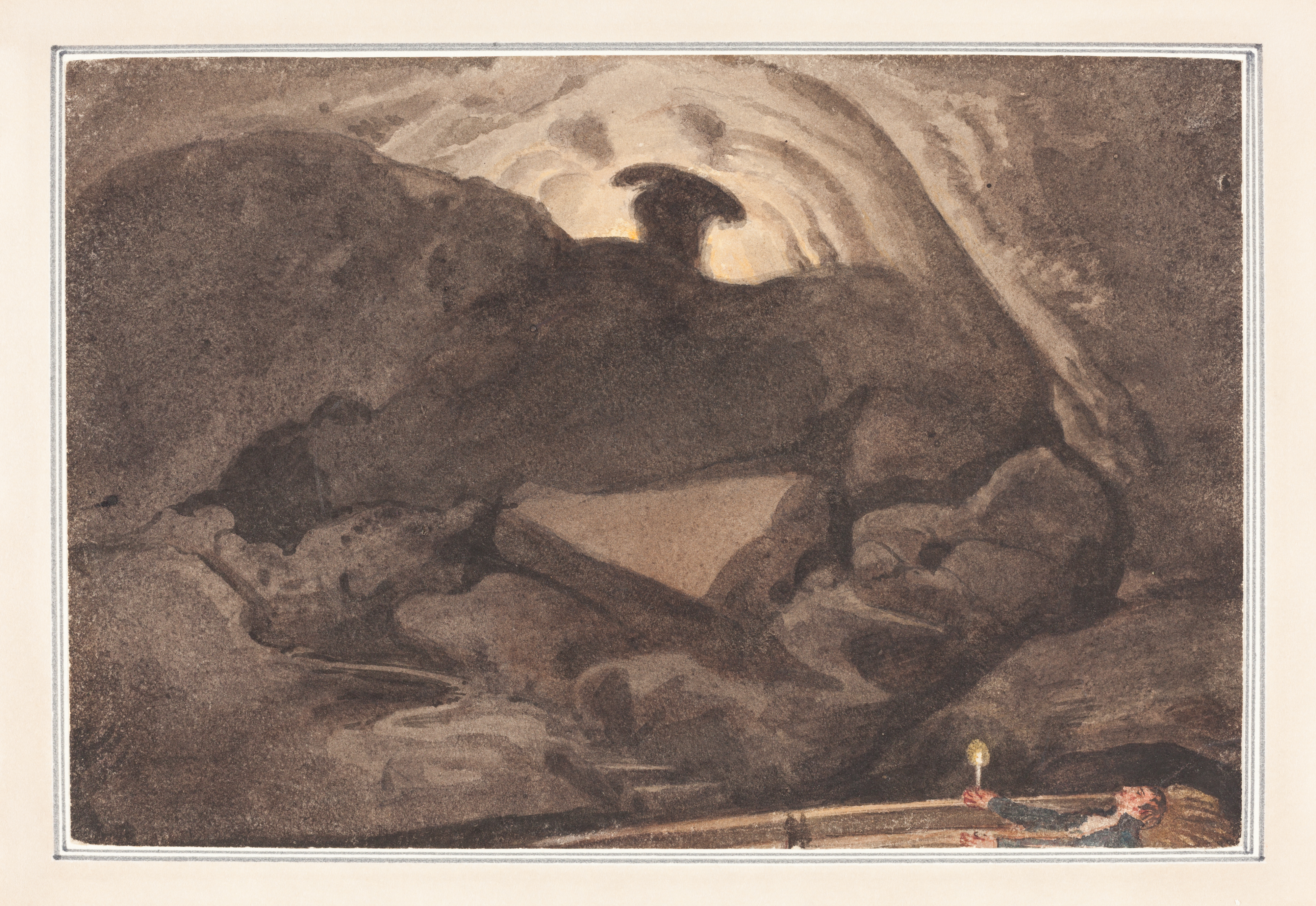
Scene in a Cave, aquarelle, National Gallery of Art.
Esquisse d'Ampélos, 1829.
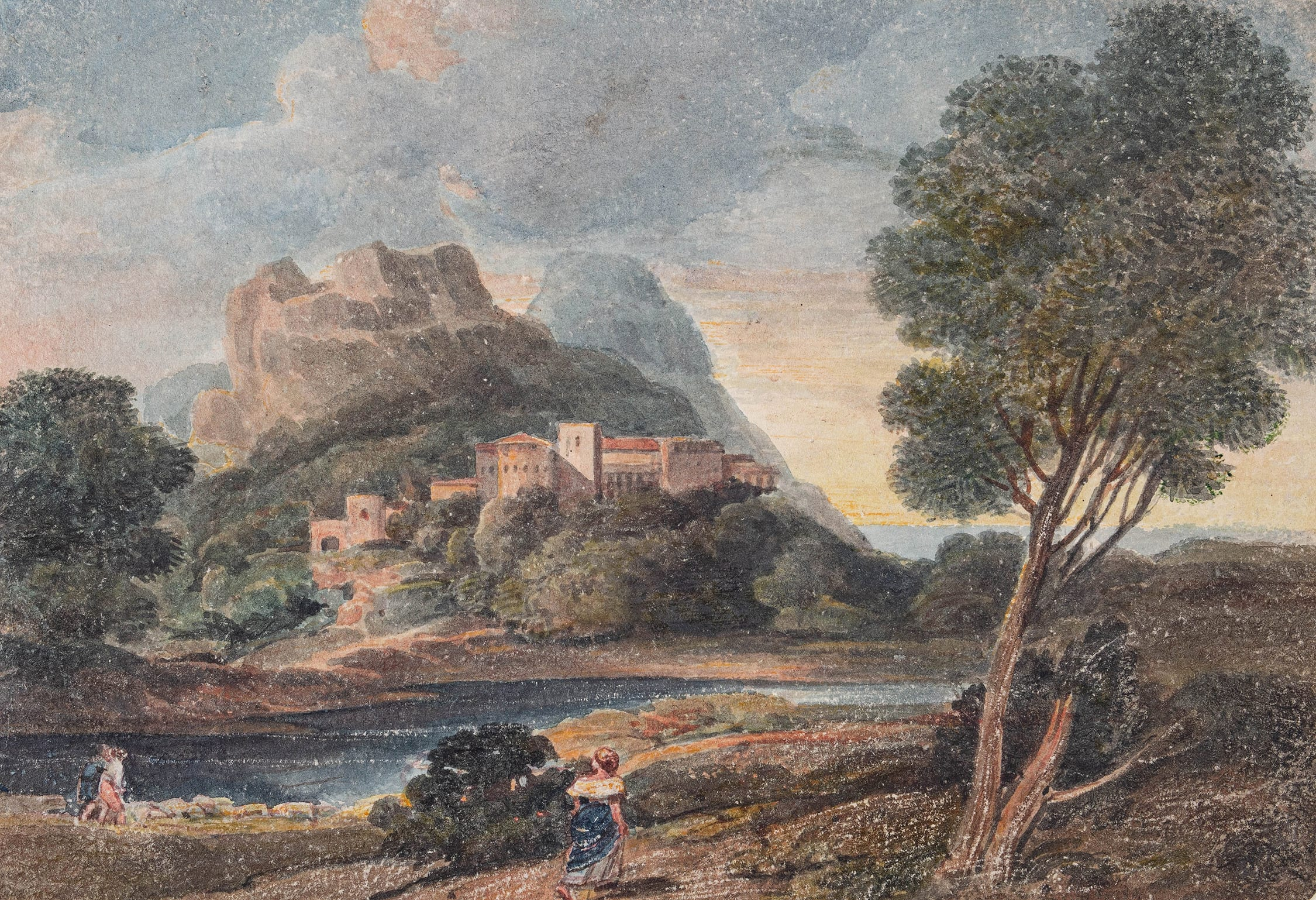
Copy from Mr. Townley’s Poussin, avant 1848, aquarelle.